# Cristo del Portezuelo
El Cristo del Portezuelo es una escultura de Cristo, de 16 metros de altura ubicado en la ciudad de Chilecito, Provincia de La Rioja, Argentina. Fue realizada por el escultor Riojano Alejandro Nicolás Carrizo. 